# Jon Oliva's Pain

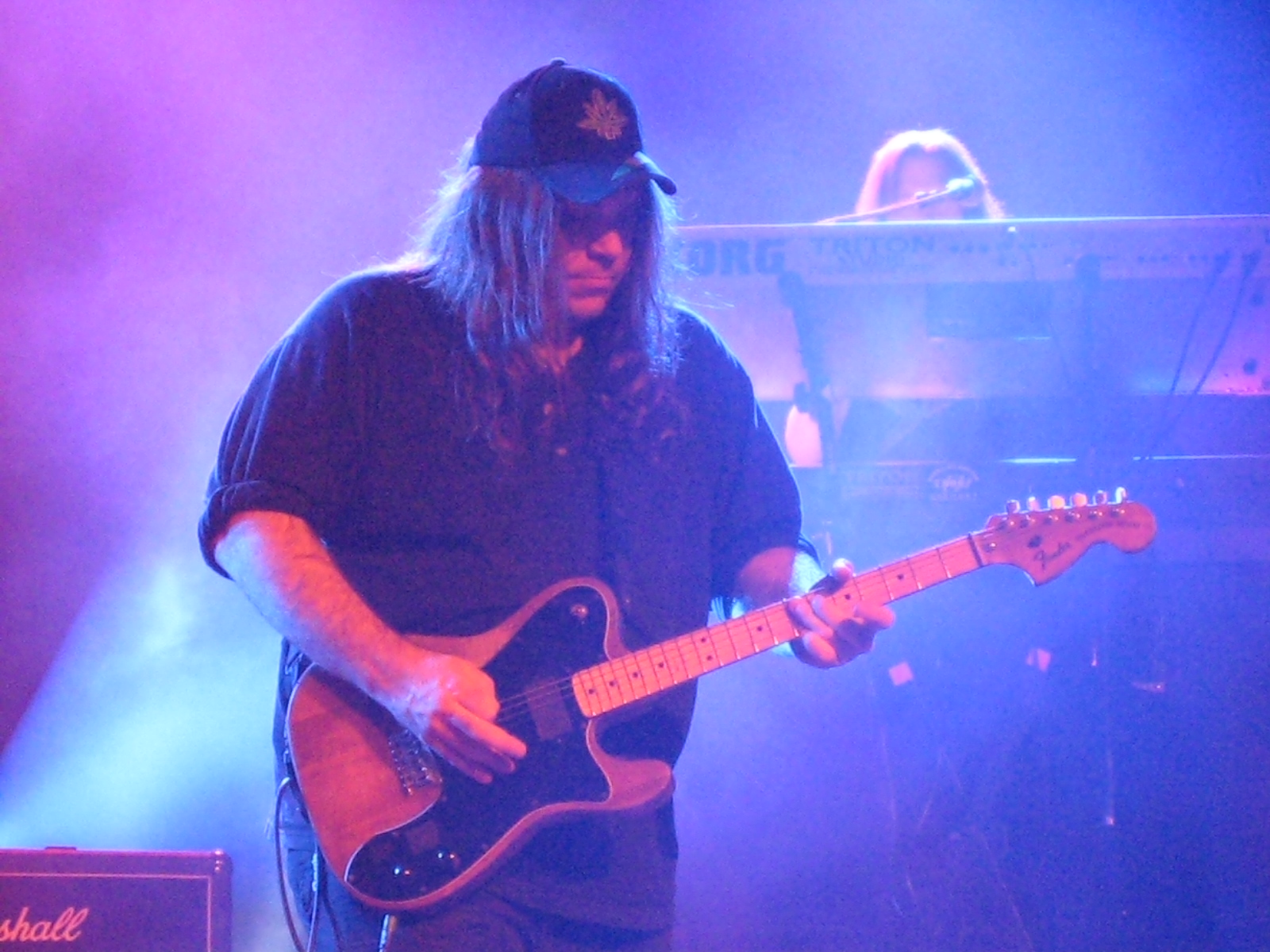
John Zahner op de achtergrond en MattLaPorte (r.i.p. 20-04-'11) op de voorgrond.

Jon Oliva's Pain, soms ook JOP genoemd, is een groep opgericht door Jon Oliva (John Nicolas Oliva, Bronx, New York, 22 juli 1959). Het was eerst een project, maar na het eerste album volgde nog een tweede, derde album en vierde album.
Jon Oliva werkte eerst zelf aan zijn project, maar werd daarna bijgestaan door bandleden van de band Circle II Circle. Na eerst Jon Oliva's Project en Tage Mahal geheten te hebben wijzigde de bandnaam in Jon Oliva's Pain, waarna in 2004 het eerste album Tage Mahal verscheen. Op 15 oktober 2010 nam JOP in de 013 in Tilburg hun eerste live-dvd op.

## De band & Savatage/Criss Oliva
Jon Oliva is de mede-oprichter van de heavymetalband Savatage en was daar ook op sommige albums de zanger en/of de mede-zanger.
Pain refereert onder andere naar het overlijden van de broer van Jon Oliva, Criss Oliva, die ook deel uitmaakte van Savatage. Op de albums van Jon Oliva's Pain, zijn nog songteksten en gitaarriffs van Criss Oliva te horen. Criss Oliva overleed door een auto-ongeluk in 1993.
Elk live-optreden van Jon Oliva's Pain eindigt traditiegetrouw met een instrumentaal gitaarliedje van zijn broer Criss.
Sinds Savatage gestopt is zien sommige fans Jon Oliva's Pain als de voortgang van Savatage. Het laatste album, Festival, uitgekomen in februari 2010, bevestigd dat, het gaat terug naar de roots van het oude Savatage. Er is ook een schare fans die Savatage terug wil. Echter spelen in Jon Oliva's Pain ervaren muzikanten en is Jon Oliva altijd (samen met zijn overleden broer) het brein achter de groep Savatage geweest. Jon Oliva's Pain speelt bij live concerten vaak muziek van Savatage naast de eigen nummers, waarvan er vele Savatage- achtig klinken. Volgens Jon Oliva zelf is juist het Trans-Siberian Orchestra de voortgang van Savatage.
Na het overlijden van manager Greg Marchak in 2007, overleed gitarist Matt LaPorte in 2011. Eerder in 1993, overleed de broer van Jon Oliva, waarmee hij Savatage oprichtte.

## Bandleden

### Huidige bandleden
- Jon Oliva (toetsenist, pianist en zanger)
- Joe Diaz (gitarist)
- Jason Jennings (bassist)
- Christopher Kinder (drummer)
- Jerry Outlaw (gitarist)

### Voormalige bandleden
- Kevin Rothney - basgitaar (2004-2012)
- Tom McDine - gitaar (2009-2012)
- John Zahner (keyboards, digitale piano, synthesizer) Alle studioalbums, behalve Festival, speelde voornamelijk live in JOP. (van 2004-2011)
- Matt LaPorte (gitaar van 2004-2011) (overleden)
- Shane French (gitaar van 2004-2006)
- Jerry Outlaw (gitaar in 2004) (weer terug in 2012)

### Gastmuzikanten
- Ralph Santolla (Gitaar op Global Warning)
- Christopher J. Oliva (Criss Oliva)- akoestische gitaar en elektrische gitaar op enkele nummers van Maniacal Renderings (oud materiaal, gitarist overleden)
- Tony Oliva (12-snarige gitaar op één nummer van Maniacal Renderings)
- Anthony Oliva (basgitaar op één nummer van Maniacal Renderings)

## Discografie (albums)
- Tage Mahal (2004)
- Maniacal Renderings (2006)
- Global Warning 2008 (eind maart 2008; eind april 2008 (VS/Canada))
- Festival (februari 2010)
  - Ep (minicd): Straight Jacket Memoirs - zomer 2006

## Oliva
Naast Jon Oliva's Pain bracht Jon Oliva zijn eerste echte soloalbum uit, als Oliva. Op 14 december 2012 hebben Christopher Kinder en Jon Oliva het inspelen van de drums afgerond in Morrisound Studios, onder leiding van Jim- en Tom Morris. Jon Oliva kreeg een drumkit cadeau van drumstelfabrikant Drum Crush, waar Oliva twee nummers op speelde en die hij gaat gebruiken bij live-concerten. Het allerlaatste materiaal van de in 1993 overleden gitarist Criss Oliva is gebruikt bij enkele nummers op het nieuwe album. Op 24 maart 2013 meldde Christopher Kinder dat de muziek onderweg was naar het label en het verhaal bij het album, het 'artwork' op de hoes en de 'credits' (bedankjes aan allerlei mensen) nu afgerond waren. Het nieuwe album, werd zaterdag 6 april, live, gepresenteerd (een "luisterfeestje") in de Verenigde Staten, maar de releasedatum was 5 juni 2013 en is uitgesteld tot 19 juni 2013. De eerste single was al op YouTube geplaatst door Christopher Kinder. Op 29 april 2013 werd de titel van het album bekendgemaakt, Raise The Curtain. Rond 20 juni kwam het album uit, met verschillende soorten muziek en wat vlagen van Jon Oliva's Pain en Savatage. Verder is het album experimenteel te noemen en nog net binnen de metal, hier en daar wat zachter.
Achter het album schuilt een heel verhaal, vanwege de dood van drie naasten van Jon Oliva, twee vrij recent en zijn broer in 1993. Ene Dan, een arts die in zijn vrije tijd keyboard speelt, had een idee voor enkele nummers en schreef die uiteindelijk ook. Oliva zelf schreef de rest van het album en speelde alle instrumenten in en vroeg Alex Skolnick van Testament voor een aantal gitaarsolo's en Zachary Stevens voor de eindzang van enkele nummers en Oliva deed het drumwerk samen met Christopher Kinder, die op zijn beurt ook de fans op de hoogte hield van de ontwikkelingen rond Jon Oliva en dit album.